# Брем, Альфред
А́льфред Э́дмунд Брем, Брэм (нем. Alfred Edmund Brehm; 2 февраля 1829, Унтеррентендорф [ныне Рентендорф], Саксен-Веймар-Эйзенах — 11 ноября 1884 год, там же) — немецкий зоолог и путешественник, вошедший в историю естествознания как автор знаменитой научно-популярной работы «Жизнь животных».

## Биография
Родился в семье деревенского пастора Людвига Брема, известного европейского орнитолога. С раннего возраста под руководством отца принимал участие в естественно-научных и особенно зоологических наблюдениях и работах. Сначала Брем поступил в университет Альтенбурга на факультет архитектуры (1843), о чём К. Краузе в своём биографическом очерке о Бреме пишет: «Однако он не избрал себе этой карьеры. Не стал даже врачом или учёным-зоологом, как следовало бы ожидать…». Впрочем, в 1847 году он отправился в путешествие по Африке как натуралист, после чего и началась его научная деятельность.

## Путешествия
Странствия Альфреда Брэма начались в 17-летнем возрасте с предложения барона Мюллера в 1847 году отправиться в путешествие по Африке в верховья Нила. После пятилетних странствований по Египту, Нубии и Восточному Судану, он вернулся в Германию и изучал в Йене и Вене естественные науки. Печатал орнитологические очерки в журналах и был одним из основателей Немецкого орнитологического общества.
Второе путешествие привело его в Испанию, третье — в Норвегию и Лапландию, четвёртое в 1862 году — в северную Абиссинию. В последнем он сопровождал герцога Эрнста Саксен-Кобург-Готского. В 1863 году он принял приглашение стать директором Зоологического сада в Гамбурге, а в 1867 переселился в Берлин, где в 1869 году основал знаменитый Берлинский аквариум. В 1877 году он объехал с доктором Финшем и графом Карлом Вальдбургом Западную Сибирь и северо-западный Туркестан; год спустя сопровождал кронпринца Рудольфа Австрийского в путешествии в область Среднего Дуная, в 1879 году в более продолжительном путешествии по Испании.

## Научно-популярные работы
Кроме «Путевых очерков из северо-восточной Африки» (нем. «Reiseskizzen aus Nordostafrika») (3 части, Йена, 1855) и многочисленных статей в специальных изданиях, Брем создал ряд превосходных научно-популярных работ, отличающихся основательностью содержания и живым, увлекательным изложением — это прежде всего «Das Leben der Vögel» («Жизнь птиц», Глогау, 1860—61), «Ergebnisse einer Reise nach Habesch» («Отчёт о поездке в Хабеш», Гамбург, 1863), «Иллюстрированная жизнь животных» (нем. «Illustriertes Thierleben») (6 томов, Гильдбург, 1863—69; 2 издание, 10 томов, Лейпциг, 1868—78; новое издание с раскрашенными рисунками, Лейпциг, 1881), «Die Thiere des Waldes» («Лесные звери», в соавторстве с Россмеслером, Лейпциг, 1863 г.) и в соавторстве с Бальдамусом, Бодинусом и др. «Птицы в неволе» (нем. «Gefangene Vögel») (тома 1 и 2, Лейпциг, 1870—75). Кроме того, Брем написал много статей для популярных изданий, таких как «Gartenlaube».
В XX веке «Жизнь животных» неоднократно переиздавалась в переработках («по А. Э. Брему»), отражающих состояние науки на момент переиздания (в частности, менялась систематика животных, обновлялись различные сведения, исправлялись неточности), однако при сохранении (по возможности) авторского научно-популярного стиля, плана изложения, рисунков.

## Сочинения в русских переводах
«Жизнь животных»
- Иллюстрированное издание «Жизнь животных Брэма» : В 10-ти т. / Пер. с 3-го нем. испр. и доп. изд. под ред. [и с предисл.] магистра зоологии К. К. Сент-Илера. — 2-е изд. Санкт-Петербург : т-во «Обществ. польза», 1894—1897
- «Жизнь животных» (двухтомник, СПб., 1866 г.)
- Брем А. Э. Жизнь животных. В 3-х томах. Ред. Ф. С. Груздев; Под ред. А. М. Никольского. Издательство Сойкина, 1902 год.
- Брем А. Э. Жизнь животных. В 3-х томах. (Полн. пер. со 2-го нем. изд., вновь обраб. Рихардом Шмидтлейном для шк. и домаш. чтения, под ред. и с предисл. проф. П. Ф. Лесгафта)(с оригинальными немецкими хромлитографиями). Изд. Просвещение, СПб., 1902—1903 гг.[3]
- Жизнь животных. В 13-ти томах. 4 изд., вышли т. 4—10. — СПб.: тов-во «ДЕЯТЕЛЬ», 1911—1915.
- Жизнь животных по А. Э. Брему, под ред. А. Н. Северцова: В 5 тт. — М., 1937—1948.
- Брэм А. Э. Жизнь животных: В 3 тт. / Под ред. А. М. Никольского. — М.: Терра, 1992. — 1452 с.: ил. — ISBN 5-85255-125-2.
- Брем А. Жизнь животных / Предисловие и комментарии М. С. Галиной и М. Б. Корниловой. — М.: Олма-Пресс, ОАО «Красный пролетарий», 2004. — 1192 с. — 5000 экз. — ISBN 5-224-04422-7. ISBN 5-85197-214-9.
- Брем А. Жизнь животных. — М.: Эксмо, 2004. — 960 с.: ил. — ISBN 5-699-00692-3.
- Брем А. Жизнь животных. — М.: Эксмо, 2010. — ISBN 978-5-699-39297-1.
- Брем А. Жизнь животных. Большая иллюстрированная энциклопедия. — М.: Эксмо, 2022. — 800 с.: ил. — (Подарочные издания. Энциклопедии А. Брема и Ж. Фабра). — ISBN 978-5-04-171682-0.

«Путешествие по Северо-Восточной Африке»
- Брем А. Путешествие по Северо-Восточной Африке или по странам, подвластным Египту: Судану, Нубии, Сеннару, Россересут и Кордофану Д-ра Альфреда Эдмунда Брема, члена Леопольдино-Каролинской Академии и других учёных обществ / Альфред Брем. — М.: Географгиз, 1958.
- Брем А. Путешествие по Северо-Восточной Африке / Альфред Брем. — М.: ЭКСМО-Пресс, 2002. — 640 с. — 6100 экз. — ISBN 5-04-009269-5.